# Неканените
„Неканените“ (на английски: The Uninvited) е американски психологически филм на ужасите от 2009 г., режисиран от братята Гард и във филма участват Емили Браунинг, Елизабет Банкс, Ариел Кебъл и Дейвид Стратърн. Това е римейк на южнокорейският филм „История за две сестри“ през 2003 г. на Ким Джи-ун, в който се превръща няколко филмови адаптации на корейската приказка Janghwa Hongryeon jeon. Филмът получава смесени отзиви от критиците.